# Jan Brlica starší

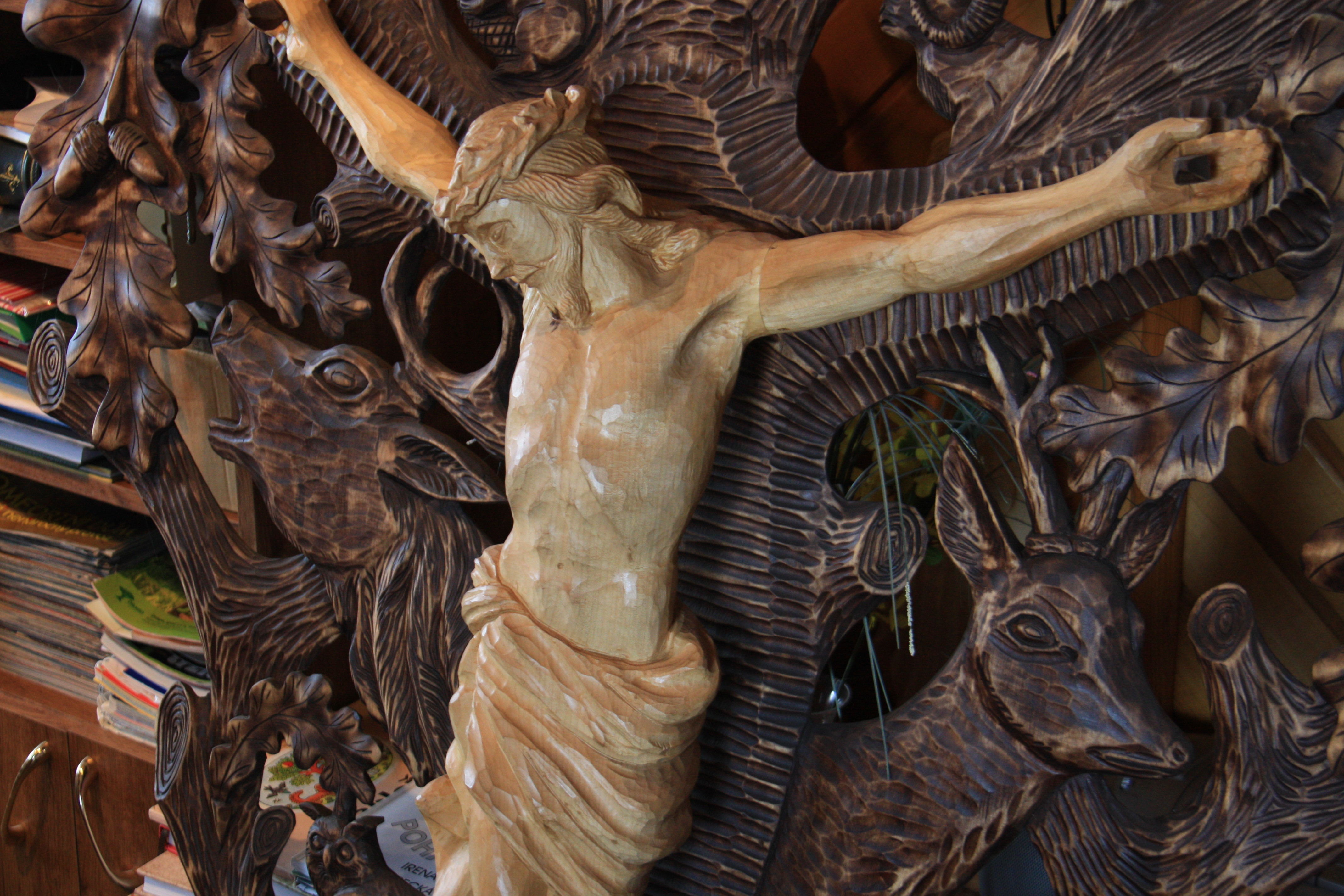

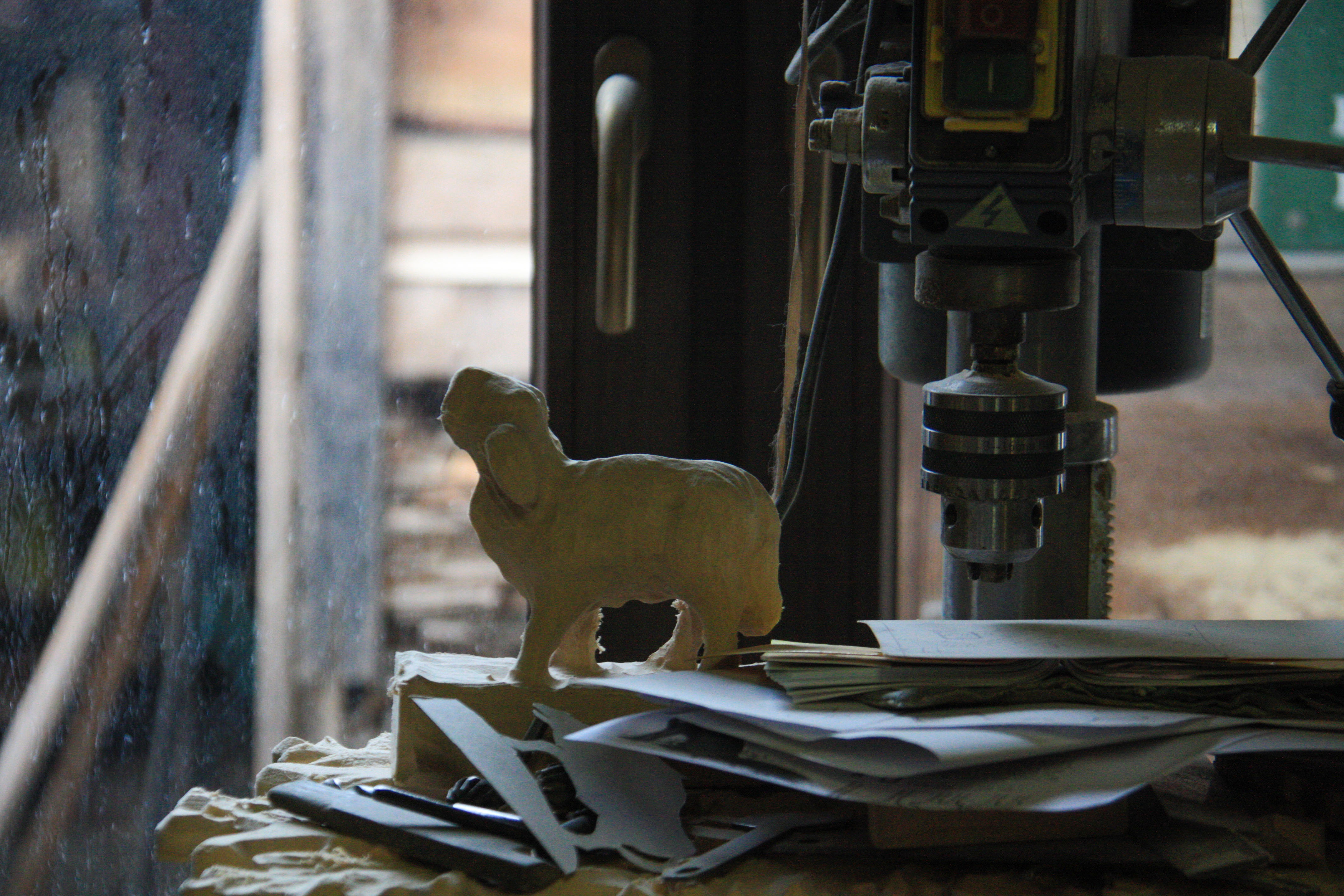

Jan Brlica (1952 Francova Lhota) je valašský lesník, řezbář. Dřevořezbě se věnuje od raného dětství. Od roku 1993 se řezbě věnuje profesionálně..

## Život
Jan Brlica se narodil v roce 1952 na valašských pasekách (Bílá voda), uprostřed lesů ve Francově Lhotě do starého lesnického rodu. Láska k lesu a dřevu ho provází celým životem a první figurky ze dřeva vyrobil už v dětství. Vzhledem k velkému zájmu uchazečů a nízké kapacitě volných míst, nemohl studovat výtvarné umění. Díky tomu zůstal tvůrci osobitý styl bez vnějších vlivů. Dnes se také věnuje tradičnímu řemeslu, a to výrobě štípaného šindele.

## Dílo
Spektrum jeho tvorby je široké.
Jako lesák a myslivec nejraději zobrazuje ve svých soškách a reliéfech výjevy z přírody a lovu. Zdobí svým umem myslivecké interiéry reliéfy zvířat, podklady pod myslivské trofeje nebo vyřezávanými hodinami.
Do dřeva také přenáší pozorování valašské krajiny, dynamické obrazy obyčejných lidí při práci nebo zobrazování světců a různých patronů, posvátných míst, kostelů a kaplí.
Nespočet jeho děl překročilo hranice obce, kraje i republiky. Jeho nejdůležitějším dílem je dřevořezba Jana Sarkandra, která byla předána papeži Janu Pavlu II. při jeho návštěvě v Olomouci.
K rozměrově největším dílům patří totemy a indiánský člun, které realizoval společně se svým synem Janem Brlicou ml. pro Zoologickou zahradu v Brně.
Používané materiály: nejčastěji lipové dřevo, pro venkovní řezbu jsou to dřeva tvrdší a odolnější na povětrnostní podmínky jako např. dub.